# Dwars door België 1961
La Dwars door België 1961, diciassettesima edizione della corsa, si svolse dal 29 al 30 aprile su un percorso di 432 km ripartiti in 2 tappe, con partenza ed arrivo a Waregem. Fu vinta dal belga Maurice Meuleman della squadra Wiel's-Flandria davanti ai connazionali Romain Van Wynsberghe e Léon Van Daele.

## Tappe
| Tappa  | Data      | Percorso        | km  | Vincitore di tappa | Leader cl. generale |
| ------ | --------- | --------------- | --- | ------------------ | ------------------- |
| 1ª     | 29 aprile | Waregem > Ciney | 215 | Gabriel Borra      |                     |
| 2ª     | 30 aprile | Ciney > Waregem | 217 | Maurice Meuleman   | Maurice Meuleman    |
| Totale | Totale    | Totale          | 432 |                    |                     |

## Dettagli delle tappe

### 1ª tappa
- 29 aprile: Waregem > Ciney – 215 km

| Pos. | Corridore        | Squadra       | Tempo    |
| ---- | ---------------- | ------------- | -------- |
| 1    | Gabriel Borra    | Alcyon-Leroux | 5h46'00" |
| 2    | Clément Roman    | Wiel's        | s.t.     |
| 3    | René Vanderveken | België        | s.t.     |

| Pos. | Corridore | Squadra | Tempo |
| ---- | --------- | ------- | ----- |

### 2ª tappa
- 30 aprile: Ciney > Waregem – 217 km

| Pos. | Corridore               | Squadra       | Tempo    |
| ---- | ----------------------- | ------------- | -------- |
| 1    | Maurice Meuleman        | Wiel's        | 5h41'00" |
| 2    | Gustaaf Van Vaerenbergh | Alcyon-Leroux | a 45"    |
| 3    | Willy Truye             | Wiel's        | s.t.     |

| Pos. | Corridore             | Squadra | Tempo |
| ---- | --------------------- | ------- | ----- |
| 1    | Maurice Meuleman      | Wiel's  |       |
| 2    | Romain Van Wynsberghe | Wiel's  |       |
| 3    | Léon Van Daele        | Wiel's  |       |

## Classifiche finali

### Classifica generale
| Pos. | Corridore             | Squadra                   | Tempo |
| ---- | --------------------- | ------------------------- | ----- |
| 1    | Maurice Meuleman      | Wiel's-Flandria           |       |
| 2    | Romain Van Wynsberghe | Wiel's-Flandria           |       |
| 3    | Léon Van Daele        | Wiel's-Flandria           |       |
| 4    | Albert Daenekynt      | Helyett-Fynsec-Hutchinson |       |
| 5    | Jos Bosmans           | Wiel's-Flandria           |       |